# Norman Johnson
Norman W. Johnson (12 de noviembre de 1930-13 de julio de 2017) fue un matemático estadounidense que trabajó en el Wheaton College de la Universidad de Massachusetts. Consiguió su Ph.D. por la Universidad de Toronto en 1966 con una tesis titulada The Theory of Uniform Polytopes and Honeycombs bajo la supervisión de H. S. M. Coxeter.
En su tesis doctoral de 1966 Johnson descubrió un pequeño grupo de tres polícoros-estrella uniformes parecidos a antiprismas llamados los antiprismas de Johnson.
En 1966 enumeró 92 poliedros convexos no uniformes de caras regulares. Victor Zalgaller probó más tarde, en 1969, que la lista de Johnson estaba completa y el conjunto es conocido desde entonces como los sólidos de Johnson.
Johnson también participó en el Uniform Polychora Project, un esfuerzo para encontrar y nombrar politopos de mayores dimensiones.

## Obras
- Hyperbolic Coxeter Groups
- Mostly Finite Geometries ISBN 0-8247-0035-X
- Convex Solids with Regular Faces (or Convex polyhedra with regular faces), Canadian Journal of Mathematics, 18, 1966, pages 169–200. (Contiene la enumeración original de los 92 sólidos de Johnson y la conjetura de que no hay otros.)
- The Theory of Uniform Polytopes and Honeycombs, Ph.D. Disertación, University of Toronto, 1966